# Mystic Island
Mystic Island es un álbum de Música New Age de la banda alemana Cusco, lanzado en 1989.

## Pistas
1. North Easter
2. Lucky Jack
3. Catalina
4. Fireshoes
5. Solitude
6. Leo
7. Fox And The Lady
8. Milky Way
9. Lonely Rose
10. Pisces

- Datos: Q11694767